# Academy Juvenile Award
Academy Juvenile Award, alternativt Barn-Oscar eller Ungdoms-Oscar, var ett specialpris som delades ut av amerikanska filmakademien i samband med Oscarsgalan. Priset delades ut med ojämna mellanrum mellan åren 1935 och 1961, och det delades ut till de barnskådespelare som utmärkt sig under året. Barnen som vann priset tilldelades en oscarsstatyett i mindre format.

## Pristagare
| Academy Juvenile Award-vinnare | Academy Juvenile Award-vinnare | Academy Juvenile Award-vinnare | Academy Juvenile Award-vinnare |
| År                             | Pristagare                     | Ålder vid ceremonin            | Motivering |
| ------------------------------ | ------------------------------ | ------------------------------ | --- |
| 1934 (7:e)                     | Shirley Temple                 | 6 år och 310 dagar             | Ett tacksamt erkännande för hennes enastående bidrag till underhållning på filmduken under år 1934.                                                                    |
| 1938 (11:e)                    | Deanna Durbin                  | 17 år och 81 dagar             | För deras signifikanta bidrag med att föra ungdomens anda och personlighet till filmduken, och som unga skådespelare sätta en hög standard för förmåga och prestation. |
| 1938 (11:e)                    | Mickey Rooney                  | 18 år och 153 dagar            | För deras signifikanta bidrag med att föra ungdomens anda och personlighet till filmduken, och som unga skådespelare sätta en hög standard för förmåga och prestation. |
| 1939 (12:e)                    | Judy Garland                   | 17 år och 264 dagar            | För sin enastående unga insats på filmduken under de senaste året. |
| 1944 (17:e)                    | Margaret O'Brien               | 8 år och 59 dagar              | Enastående barnskådespelare under 1944. |
| 1945 (18:e)                    | Peggy Ann Garner               | 14 år och 32 dagar             | Enastående barnskådespelare under 1945. |
| 1946 (19:e)                    | Claude Jarman, Jr.             | 12 år och 167 dagar            | Enastående barnskådespelare under 1946. |
| 1948 (21:a)                    | Ivan Jandl                     | 12 år och 59 dagar             | För den enastående unga insatsen under 1948, som Karel Malik i The Search.                                                                                             |
| 1949 (22:a)                    | Bobby Driscoll                 | 13 år och 20 dagar             | För sin enastående unga insats under 1949. |
| 1954 (27:e)                    | Jon Whiteley                   | 10 år och 39 dagar             | För hans enastående unga insats i The Little Kidnappers. |
| 1954 (27:e)                    | Vincent Winter                 | 7 år och 91 dagar              | För hans enastående unga insats i The Little Kidnappers. |
| 1960 (33:e)                    | Hayley Mills                   | 14 år och 364 dagar            | För Pollyanna, den mest enastående unga insatsen under 1960. |